# Мамба
Мамба (Dendroaspis) — рід отруйних змій з родини Аспідові. Має 4 види. Інша назва «деревні аспіди».

## Опис
Загальна довжина сягає 2—3 м. Довгі й стрункі, тонкохвості змії з вузькою витонченою головою й великими очима. На верхній щелепі у них тільки 2 дуже довгих отруйних ікла. На нижній щелепі є 2 передніх зуби сильно збільшені, що допомагає їм утримувати здобич у повітрі, коли доводиться поїдати її на гілках дерева. Забарвлення прекрасно гармонує з навколишнім оточенням (зеленого, коричневого, чорного кольору), і тому дуже легко, не помітивши, підійти впритул і навіть зачепити мамбу, що причаїлася в гілках.

## Спосіб життя
Полюбляють тропічні ліси. Активні вночі або вдень. Ці змії надзвичайно спритні, швидкі й кусають звичайно без попередження. Харчуються дрібними хребетними — птахами, ящірками, гризунами. Отрута у мамб виключно сильна й вбиває дрібного гризуна за кілька секунд. Людина може загинути від укусу мамби протягом пів години. Все це породжує великий і, можна сказати, досить обґрунтований острах серед місцевого населення. Проте численні розповіді про навмисний напад мамб на людей є виявом фантазії. Подібні випадки якщо й відбувалися, то викликалися несподіваним зіткненням з мамбами, яка при таких обставинах захищається зазвичай блискавичним укусом.
Це яйцекладні змії. Самиця відкладає 15 яєць.

## Розповсюдження
Мешкають в Африці на південь від пустелі Сахари.

## Види
- Dendroaspis angusticeps
- Dendroaspis jamesoni
- Dendroaspis polylepis
- Dendroaspis viridis